# پوست (فیلم)
پوست (انگلیسی: Skin) فیلمی کوتاه به کارگردانی گای ناتیو است. این فیلم در نود و یکمین دوره جوایز اسکار برنده جایزه اسکار بهترین فیلم کوتاه شد. فیلم بلند گای نیتیو به همین نام، ارتباطی به این فیلم کوتاه ندارد.